# 嶋田ちあき
嶋田 ちあき（しまだ ちあき、1957年12月29日 - ）は、ヴィエルジュ(vierge)代表。東京都出身。
妻は元モデルの嶋田真理子。

## 来歴
日本大学芸術学部放送学科中退。舞台の演出家を志し、ヘアメイクの勉強が必要と考えメークアップアーチスト学院（美容師養成施設ではない）に通い、メイクアップアーティストのアシスタントになる。
1979年よりフリーランスで女優やモデルのヘアメイクを手掛ける。2000年頃から化粧品のプロデュース等を行った。
ヘアメイク事務所「ヴィエルジュ(vierge)」主宰。
美容師免許は取得していない。

## 著書
- 『「美」のレッスン』（2001年、三笠書房） ISBN 4837919030
- 『ベースメイクの掟』（2001年、世界文化社） ISBN 4418011420
- 『アイメイクの掟』（2002年、世界文化社） ISBN 4418021523
- 『嶋田ちあきエイジレスビューティ』（2003年、世界文化社） ISBN 4418031561
- 『嶋田塾』（講談社、2007年） ISBN 4063537064